# Labashi-Marduk
Labashi-Marduk (fl. VI secolo a.C.) è stato un re neo-babilonese (556 a.C.).
Succeduto al padre Neriglissar, quando era ancora in giovane età, fu assassinato per una cospirazione militare ai suoi danni dopo nove mesi dal suo insediamento. Gli succedette Nabonedo.